# Pianiga
Pianiga ist eine italienische Gemeinde mit 12.206 Einwohnern (Stand 31. Dezember 2023) in der Metropolitanstadt Venedig der Region Venetien.
Sie bedeckt eine Fläche von 20 km². Partnergemeinde ist Giebelstadt (Bayern).
Der Haltepunkt Vigonza-Pianiga liegt an der Bahnstrecke Mailand–Venedig.